# Coupe du monde de skeleton 2002-2003
La Coupe du monde 2002-2003 de Skeleton.

## Classement général masculin
| Rang | Nom             | Pays        | Points |
| ---- | --------------- | ----------- | ------ |
| 1    | Chris Soule     | États-Unis  | 238    |
| 2    | Jeff Pain       | Canada      | 234    |
| 3    | Kazuhiro Koshi  | Japon       | 194    |
| 4    | Martin Rettl    | Autriche    | 184    |
| 5    | Gregor Stähli   | Suisse      | 167    |
| 6    | Kristan Bromley | Royaume-Uni | 166    |
| 7    | Duff Gibson     | Canada      | 161    |
| 8    | Walter Stern    | Autriche    | 155    |
| 9    | Kevin Ellis     | États-Unis  | 155    |
| 10   | Paul Boehm      | Canada      | 147    |

## Classement général féminin
| Rang | Nom                   | Pays       | Points |
| ---- | --------------------- | ---------- | ------ |
| 1    | Michelle Kelly        | Canada     | 184    |
| 2    | Lindsay Alcock        | Canada     | 182    |
| 3    | Tristan Gale          | États-Unis | 142    |
| 4    | Maya Pedersen         | Suisse     | 137    |
| 5    | Diana Sartor          | Allemagne  | 136    |
| 6    | Mellisa Hollingsworth | Canada     | 120    |
| 7    | Deanna Panting        | Canada     | 100    |
| 8    | Ekatarina Mironova    | Russie     | 96     |
| 9    | Tanja Morel           | Suisse     | 86     |
| 10   | Katie Koczynski       | États-Unis | 86     |

## Résultats

### Hommes
| Date             | Lieu         | Vainqueur        | Deuxième     | Troisième      |
| 23 novembre 2002 | Calgary      | Jeff Pain        | Duff Gibson  | Gregor Stähli  |
| 30 novembre 2002 | Park City    | Jeff Pain        | Martin Rettl | Kazuhiro Koshi |
| 6 décembre 2002  | Lake Placid  | Chris Soule      | Kevin Ellis  | Brady Canfield |
| 17 janvier 2003  | Igls         | Gregor Stähli    | Chris Soule  | Martin Rettl   |
| 24 janvier 2003  | Saint-Moritz | Chris Soule      | Jeff Pain    | Walter Stern   |
| 1er février 2003 | Altenberg    | Philippe Cavoret | Walter Stern | Kazuhiro Koshi |

### Femmes
| Date             | Lieu         | Vainqueur      | Deuxième              | Troisième      |
| 23 novembre 2002 | Calgary      | Lindsay Alcock | Michelle Kelly        | Maya Pedersen  |
| 30 novembre 2002 | Park City    | Tristan Gale   | Lindsay Alcock        | Michelle Kelly |
| 6 décembre 2002  | Lake Placid  | Lindsay Alcock | Michelle Kelly        | Deanna Panting |
| 17 janvier 2003  | Igls         | Lindsay Alcock | Ejaterina Mironova    | Michelle Kelly |
| 24 janvier 2003  | Saint-Moritz | Michelle Kelly | Mellisa Hollingsworth | Lindsay Alcock |
| 1er février 2003 | Altenberg    | Diana Sartor   | Michelle Kelly        | Maya Pedersen  |